# Danville (Indiana)
Danville – miasto w Stanach Zjednoczonych, w stanie Indiana, siedziba administracyjna hrabstwa Hendricks.